# 菲尔米纳·里夏尔
菲尔米纳·里夏尔（法語：Firmine Richard，1947年9月25日—），女，法国演员。曾获得欧洲电影奖最佳女演员。